# Phenacoccus setiger
Phenacoccus setiger är en insektsart som beskrevs av Borchsenius 1949. Phenacoccus setiger ingår i släktet Phenacoccus och familjen ullsköldlöss.
Artens utbredningsområde är Kazakstan. Inga underarter finns listade i Catalogue of Life.